# Stéphane Maurice Bongho-Nouarra
Stéphane Maurice Bongho-Nouarra (* 6. Juni 1937 in Ouésso, Französisch-Äquatorialafrika, heute: Republik Kongo; † 7. Oktober 2007 in Brüssel) war ein kongolesischer Politiker der Alliance Nationale pour la Démocratie (AND), der unter anderem 1992 Premierminister der Republik Kongo war.

## Leben
Bongho-Nouarra fungierte zwischen 1968 und 1969 in der Regierung von Premierminister Alfred Raoul als Minister für öffentliche Arbeiten. Am 2. September 1992 wurde er als Vertreter der Alliance Nationale pour la Démocratie (AND) Nachfolger des Parteilosen André Milongo als Premierminister der Republik Kongo. Diesen Posten hatte er bis zum 6. Dezember 1992 und wurde daraufhin von Claude Antoine Dacosta abgelöst. In der Regierung von Premierminister Jacques Joachim Yhombi-Opango hatte er zwischen 1995 und 1996 das Amt des Verteidigungsministers inne.